# Francette Lazard
Pour les autres membres de la famille, voir Famille Lazard.
Francette Lazard, née le 7 janvier 1937 à Neuilly-sur-Seine et morte le 3 novembre 2023 à Chailles, est une ancienne dirigeante du Parti communiste français.

## Biographie
Petite-fille de Max Lazard, Francette Lazard, née en 1937, est issue d'une famille aisée : son père, Francis Lazard, est chirurgien et sa mère, Françoise Levaillant, est médecin.
Après l'occupation de la zone libre par la Wehrmacht, son père rejoint la France combattante en Afrique du Nord. Réfugiée dans un premier temps à Carpentras (Vaucluse), la famille fuit les persécutions et Francette Lazard et sa grande sœur Claudine sont cachées au village cévenol du Chambon-sur-Lignon, devenu Juste parmi les nations. Quelques années après la Libération, les deux parents adhèrent au Parti communiste français (PCF). Elle-même milite à l'Union des jeunes filles de France (UJFF) et au PCF dès 1952.
En juillet 1956, elle épouse le physicien François Widemann. Le couple a deux enfants avant de divorcer en 1965. Professeure agrégée d'histoire et géographie en 1960, Francette Lazard enseigne à Orléans, puis au Lycée Fénelon à Paris. Fortement impliquée dans l'activité de la Section économique de son parti, elle est élue au Comité central en 1969. Elle apporte sa contribution à la revue Économie & Politique dont elle devient rédactrice en chef adjointe en 1966.
Elle participe à la direction de l'hebdomadaire France nouvelle (1970-1976) avant d'être nommée rédactrice en chef adjointe de L'Humanité (1976-1979). Élue membre du bureau politique de 1979 à 1996, elle est chargée de créer l'Institut de recherches marxistes, dont elle est en 1979 la première directrice, puis anime le lancement d'Espaces Marx en 1995.
Elle participe à des meetings du Front de gauche en 2012.
Elle meurt le 3 novembre 2023 à l’âge de 86 ans à Chailles. Le Parti communiste français et son secrétaire national Fabien Roussel lui rendent hommage.

## Publications
- L'intéressement des ouvriers et les mythes sur la solidarité entre le capital et le travail, Paris,  1968.
- Propriété, pouvoir et participation, mythes et réalités, Paris, Institut Maurice Thorez, 1969.
- La révolution inattendue, Messidor Les Éditions sociales, 1991,  (ISBN 2-209-06613-1)[7].
- Les vérités du matin : regards croisés sur un engagement, avec René Piquet, Éditions de l'Atelier, 2011,  (ISBN 978-2-7082-4166-4)[8],[9].
- L'engagement dans le passé, aujourd'hui et demain, débat avec Francette Lazard et René Piquet, par Maria Koleva, Paris, Maria Koleva films, 2011.